# Egenanställning
Egenanställning är en sysselsättningsform som kan sägas ligga mitt emellan att vara anställd, och att vara egenföretagare. Egenanställningar är bland annat vanliga inom den framväxande gigekonomin.

## Definition
En egenanställning innebär att man blir anställd i ett företag för egenanställda. Detta företag fungerar som arbetsgivare, medan de anställda utvecklar sina egna affärer, skaffar kunder och uppdrag. Kunderna får en faktura från egenanställningsföretaget som i sin tur betalar ut lön till den egenanställde, minus en provision för det administrativa arbetet.

Egenanställning som koncept är vanligt i Europa och i USA och konceptet är på frammarsch även i Sverige.  Flera företag för nya entreprenörer finns sedan länge och fler tillkommer, de omsätter ca 350 Mkr (2011).  Begreppet liknar vad som i USA, Tyskland och Ryssland kallas professional employer organization PEO eller employee leasing, men är inte exakt detsamma.
Fördelen för den anställde jämfört med att vara egenföretagare är att man kan koncentrera sig på sina uppdrag och sin affärsutveckling, och vara mindre engagerad i det administrativa hanterandet av ett företag. Det finns fortfarande oklarheter hur a-kassan bedömer egenanställning och det skapar en osäkerhet för personer som till exempel går från arbetslöshet till anställning med hjälp av den här typen av anställning.
Tillväxtverket har intresserat sig för företeelsen, och har bland annat beställt rapporten "Egenanställning – en väg till jobb för långtidsarbetslösa?" 
Egenanställningar har kritiserats som ett sätt för företag att undkomma ansvar för dem som arbetar för dem.

### Sverige
En definition för egenanställning i Sverige antogs 2021 via ett kollektivavtal signerat mellan den fackliga organisationen Säljarnas och företaget Frilans Finans med definitionen: "Med ”egenanställd arbetstagare” avses arbetstagare som äger en reglerad rätt att initiera uppdrag med uppdragsgivare för arbetsgivarens (egenanställningsföretaget) räkning."